# Sanjo (style musical)
Pour les articles homonymes, voir Sanjo.

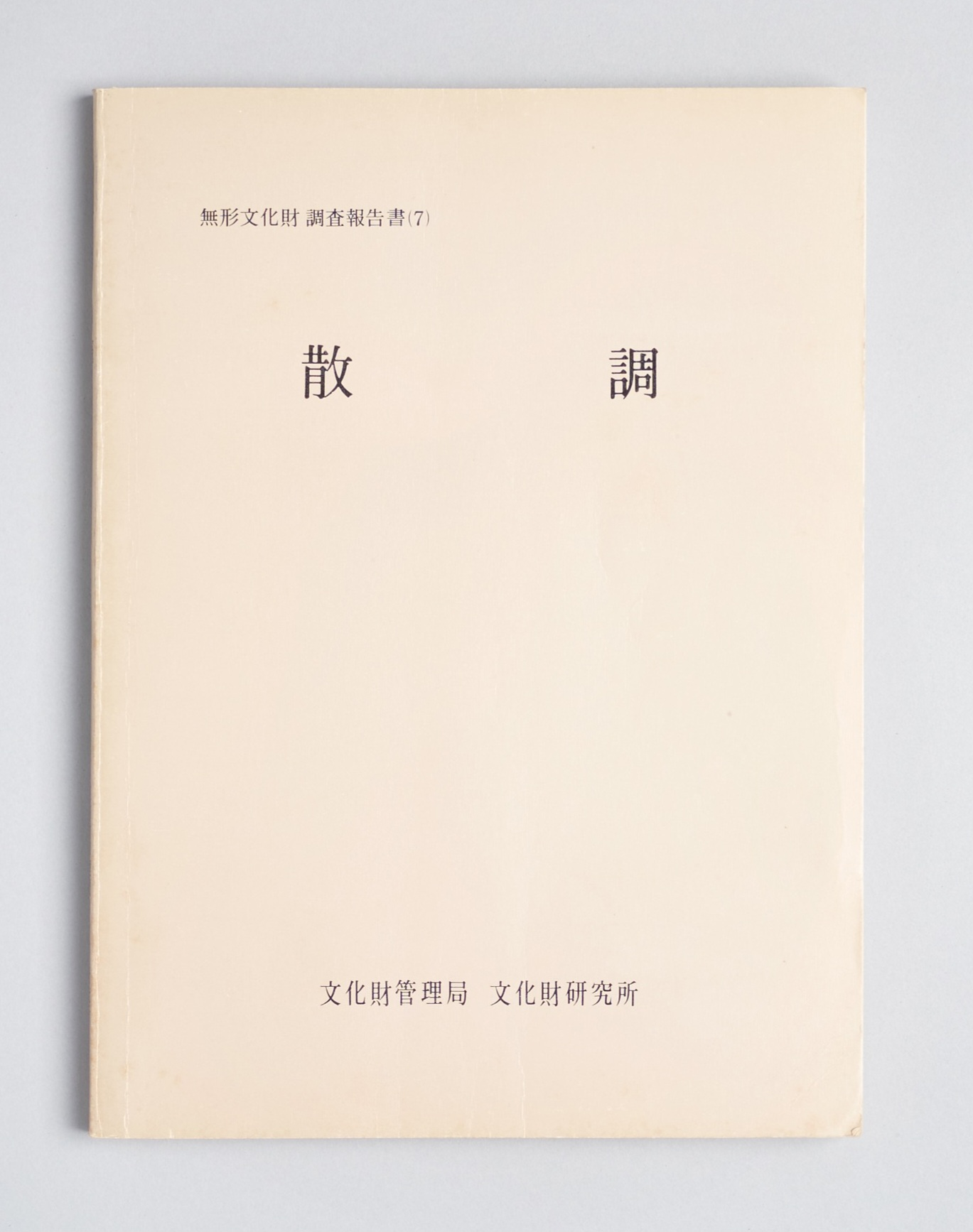
Rapport sur le patrimoine culturel immatériel Sanjo

Le sanjo (en coréen hanja : 散調, hangeul : 산조 est un style de suite pour instrument crée dans les années 1890 par Kim Chang-jo (ko) (김창조, 1865 – 1919). Ce style de musique coréenne peut être interprété à l'aide d'un gayageum (가야금, cithare coréenne) et accompagné sporadiquement par le janggu (장구, tambour coréen).
Ses origines sont :
- Le sinawi (시나위), improvisation musicale chamanique ;
- Le pansori (판소리), textes chantés à un acteur ;
- Le pungnyu (풍류, musique de chambre aristocratique.